# Katoenratten
Katoenratten (Sigmodon) zijn een geslacht van de Zuid-Amerikaanse knaagdieren van de onderfamilie Sigmodontinae. Het is het enige geslacht van de tribus Sigmodontini.

## Kenmerken
Hun stugge vacht is bruin tot bruingrijs op de rug en grijswit aan de onderkant. De lichaamslengte bedraag 13-20 cm, de staartlengte 8 tot 16,5 cm en het gewicht 100 tot 225 gram.

## Leefwijze
Katoenratten zijn weinig kieskeurig. Hun voedsel bestaat uit planten, insecten en larven, maar zoetwaterkrabben, kreeften en kikkers staan ook op het menu. Ook klimmen ze in rietstengels en halen vogelnestjes uit. Ze kunnen ook veel schade aanrichten aan gewassen, zoals zoete aardappels en suikerriet. Het zijn tevens goede zwemmers. Ze zijn overdag en ’s nachts actief en leven meestal solitair in een grasnest in een beschutte kuil of in een tot 75 cm diep hol. Op de plaats waar ze eten graven ze een ondiep hol. Ze hebben vaste looproutes die tot paadjes uitslijten. 

## Voortplanting
Vrouwtjes zijn na 6 tot 8 weken geslachtsrijp en werpen na een draagtijd van 27 dagen tot 12 jongen.

## Verspreiding
De 14 levende soorten komen voor van de Verenigde Staten tot Peru en Frans-Guyana. Ze komen vooral voor in grasland, maar niet in regenwouden.
Het fossiele geslacht Prosigmodon, waar S. chihuahensis, S. holocuspis en S. oroscoi bij hoorden, wordt nu als een synoniem van Sigmodon beschouwd.

## Taxonomie
Er worden 14 soorten in dit geslacht geplaatst:
- Tribus Sigmodontini Wagner, 1843
  - Geslacht Sigmodon Say & Ord, 1825
    - Sigmodon bakeri†
    - Sigmodon chihuahensis†
    - Sigmodon curtisi†
    - Sigmodon ferrusquia†
    - Sigmodon holocuspis†
    - Sigmodon hudspethensis†
    - Sigmodon libitinus†
    - Sigmodon lindsayi†
    - Sigmodon minor†
    - Sigmodon oroscoi†
    - Sigmodon planifrons
    - Sigmodon zanjonensis
    - alstoni-groep
      - Sigmodon alstoni (Thomas, 1881). (Savanne van Noordoost-Colombia tot Amapá.)

    - fulviventer-groep
      - Sigmodon fulviventer J.A. Allen, 1889. (Arizona en New Mexico tot Michoacan.)
      - Sigmodon inopinatus Anthony, 1924. (Hoge Andes van Ecuador.)
      - Sigmodon leucotis Bailey, 1902. (Mexico van Chihuahua tot Oaxaca.)
      - Sigmodon peruanus J.A. Allen, 1897. (Pacifische kant van de Andes van Ecuador en Noordwest-Peru.)

    - hispidus-groep
      - Sigmodon alleni Bailey, 1902. (Pacifische kust van Sinaloa tot Oaxaca.)
      - Sigmodon arizonae Mearns, 1890. (Californië en Arizona tot Nayarit.)
      - Sigmodon hirsutus Burmeister, 1854. (Honduras tot Noord-Colombia en Noord-Venezuela.)
      - Sigmodon hispidus Say & Ord, 1825. – Katoenrat (Zuidoostelijke VS tot Noord-Mexico.)
      - Sigmodon mascotensis J.A. Allen, 1897. (Nayarit tot Oaxaca.)
      - Sigmodon ochrognathus Bailey, 1902. (Arizona, New Mexico en Texas tot Durango.)
      - Sigmodon toltecus (Mexico, Guatemala en Honduras.)

Abrotrichini · Akodontini · Andinomyini · Euneomyini · Ichthyomyini · Neomicroxini · Oryzomyini · Phyllotini · Reithrodontini · Rhagomyini · Sigmodontini · Thomasomyini · Wiedomyini

Incertae sedis: Abrawayaomys · Chinchillula · Delomys